# 徳島市大松小学校
徳島市大松小学校（とくしまし おおまつしょうがっこう）は、徳島県徳島市大松町にある公立小学校。

## 沿革
- 1874年 - 西須賀小学校を西須賀村正福寺に設立。大松小学校を大松村持福寺に設立。
- 1883年 - 両校を合併し松賀小学校と改称。
- 1886年 - 大松尋常小学校と改称。
- 1941年 - 勝浦郡勝占村大松国民学校と改称。
- 1947年 - 勝浦郡大松小学校と改称。
- 1951年 - 徳島市大松小学校と改称。

## 基礎データ
最寄駅
- JR地蔵橋駅

## 関連学校
- 徳島市大松幼稚園
- 徳島市南部中学校

## 通学区域が隣接している学校
- 徳島市渋野小学校
- 徳島市方上小学校
- 徳島市八万南小学校
- 徳島市津田小学校
- 徳島市論田小学校
- 小松島市立千代小学校
- 小松島市立児安小学校